# John Spencer, 1.º Conde Spencer
John Spencer, 1.º Conde Spencer (19 de dezembro de 1734 – 31 de outubro de 1783) foi um nobre britânico.
John Spencer nasceu na propriedade de campo de sua família, Althorp. Ele era filho do Hon. John Spencer e neto de Charles Spencer, 3.º Conde de Sunderland. No dia 20 de dezembro de 1755, desposou Margaret Georgiana Poyntz, filha de Stephen Poyntz e de Anna Maria Mordaunt. Eles tiveram cinco filhos:
- Lady Georgiana Spencer (1757–1806), casou-se com William Cavendish, 5.º Duque de Devonshire.
- George John Spencer, 2.º Conde Spencer (1758–1834).
- Lady Henrietta Frances Spencer (1761–1821), casou-se com Frederick Ponsonby, 3.º Conde de Bessborough.
- Lady Charlotte Spencer (1765–1766), falecida na infância.
- Lady Louisa Spencer (1769–1769), falecida na infância.

John Spencer foi um membro do parlamento dos Whig por Warwick, de 1756 até 1761. Em 1779, tornou-se prefeito de St Albans. Em 3 de abril de 1761, ele foi titulado Barão Spencer de Althorp e Visconde Spencer. Em 1 de novembro de 1765, recebeu o título de Visconde Althorp e Conde Spencer.
John morreu em Bath e foi sepultado em Great Brington, Northamptonshire.